# Baia dei Calori

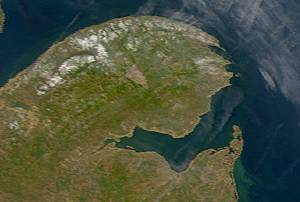
Foto satellitare della baia

La baia dei Calori (in inglese Chaleur Bay) è una baia che si trova nello Stato canadese del Nuovo Brunswick. Fu una delle baie più importanti nella storia del Canada coloniale. Nella baia, un'insenatura del Golfo di San Lorenzo, sfociano i fiumi Restigouche e Cascapédia.
Il toponimo in francese Baie des Chaleurs è attribuito Jacques Cartier, esploratore francese.
Presso la baia dei Calori avviene un fenomeno visivo non consueto, i fuochi della baia dei Calori, una apparizione che assomiglia ad una nave in fiamme. È probabilmente legata ad avvistamenti simili verificatisi a centinaia di chilometri a sud, dove i fuochi dello stretto di Northumberland furono avvistati nello stretto di Northumberland. Questo può aver dato origine ad una leggenda di una nave fantasma che risale a più due secoli fa; la leggenda (ed i testimoni) narra che un veliero andò a fuoco nelle acque a nord della città di Campbellton, sul fiume Restigouche, probabilmente per via della battaglia della Ristigouche, ed è visibile in certe condizioni atmosferiche e di luce. Il disegno di un fantasma che maneggia un'ancora e che minaccia due marinai è riportato sul segnale di benvenuto della città.